# 임재철
임재철(林載哲, 1976년 4월 8일 ~ )은 전 KBO 리그 롯데 자이언츠의 외야수이자, 갤럭시아에스엠의 야구 사업국 국장이었다. 현재 좋은스포츠의 사업본부장이다.

## 롯데 자이언츠시절
1999년 롯데 자이언츠에 입단하여 활동하다가 2002년 4월 29일 김태균을 상대로 삼성 라이온즈로 트레이드되었다.

## 삼성 라이온즈시절
2002년 한국시리즈 우승 멤버로 활약했다. 2003년 5월에 고향 팀 한화 이글스로 트레이드되어 트레이드를 반복했다.

## 한화 이글스시절
2004년에는 투수 차명주를 상대로 두산 베어스에 이적하였다.

## 두산 베어스시절
2013년 2차 드래프트로 LG 트윈스에 이적했다.

## LG 트윈스시절
병역 비리로 2009년에 상근예비역으로 군 복무를 마치고 컴백했다. 성실성을 인정받는 선수 중 하나다. 2014년 시즌이 끝나고 방출된 후 12년만에 친정 팀에 복귀하였다.

## 롯데 자이언츠복귀
2015년 시즌 38경기에 출전해 타율 0.154, 8안타, 1홈런, 3타점을 기록하였다. 2015 시즌 후 롯데에서도 방출되어 은퇴를 선언했다.

## 은퇴 후
갤럭시아에스엠의 야구사업국 국장으로 일하게 됨으로써 제 2의 야구인생을 시작하게 되었다.
갤럭시아에스엠이 야구사업부를 접으며 2018년 10월에 좋은스포츠로 회사를 옮기게 되었다. 좋은스포츠에서는 사업본부장으로 일하게 되었다.

## 출신 학교
- 천안남산초등학교 (1989년 졸업)
- 천안북중학교 (1992년 졸업)
- 북일고등학교 (1995년 졸업)
- 경성대학교 체육학과(1995학번-1999년 졸업)

## 통산 기록
| 연도 | 소속    | 포지션 | 타율  | 경기 | 타수 | 득점 | 안타 | 2루타 | 3루타 | 홈런 | 루타수 | 타점 | 도루 | 도실 | 볼넷 | 사구 | 삼진 | 병살 | 실책 |
| ---- | ------- | ------ | ----- | ---- | ---- | ---- | ---- | ----- | ----- | ---- | ------ | ---- | ---- | ---- | ---- | ---- | ---- | ---- | ---- |
| 1999 | 롯데    | 중견수 | 0.322 | 23   | 59   | 6    | 19   | 4     | 2     | 1    | 30     | 9    | 4    | 1    | 5    | 3    | 12   | 1    | 0    |
| 2000 | 롯데    | 중견수 | 0.136 | 40   | 59   | 11   | 8    | 1     | 0     | 1    | 12     | 3    | 1    | 0    | 8    | 1    | 19   | 3    | 1    |
| 2001 | 롯데    | 중견수 | 0.269 | 114  | 216  | 37   | 58   | 14    | 1     | 3    | 83     | 26   | 10   | 2    | 27   | 12   | 41   | 4    | 3    |
| 2002 | 삼성    | 중견수 | 0.194 | 104  | 72   | 13   | 14   | 4     | 0     | 1    | 21     | 4    | 3    | 0    | 3    | 5    | 19   | 1    | 2    |
| 2003 | 한화    | 중견수 | 0.241 | 119  | 270  | 38   | 65   | 14    | 2     | 7    | 104    | 26   | 6    | 6    | 29   | 9    | 64   | 3    | 0    |
| 2004 | 두산    | 중견수 | 0.175 | 51   | 103  | 13   | 18   | 2     | 0     | 0    | 20     | 5    | 0    | 1    | 6    | 1    | 24   | 2    | 0    |
| 2005 | 두산    | 우익수 | 0.310 | 109  | 336  | 41   | 104  | 13    | 3     | 3    | 132    | 30   | 10   | 3    | 35   | 4    | 51   | 5    | 6    |
| 2006 | 두산    | 중견수 | 0.258 | 99   | 279  | 37   | 72   | 7     | 4     | 0    | 87     | 20   | 9    | 6    | 24   | 5    | 38   | 5    | 3    |
| 2009 | 두산    | 우익수 | 0.281 | 121  | 359  | 61   | 101  | 13    | 1     | 6    | 134    | 50   | 11   | 5    | 52   | 12   | 63   | 14   | 4    |
| 2010 | 두산    | 우익수 | 0.292 | 96   | 130  | 27   | 38   | 5     | 2     | 3    | 56     | 18   | 7    | 3    | 31   | 8    | 28   | 2    | 2    |
| 2011 | 두산    | 우익수 | 0.321 | 36   | 84   | 20   | 27   | 8     | 0     | 2    | 41     | 10   | 0    | 2    | 16   | 1    | 16   | 4    | 0    |
| 2012 | 두산    | 우익수 | 0.243 | 66   | 136  | 16   | 33   | 4     | 2     | 2    | 47     | 14   | 4    | 2    | 8    | 0    | 25   | 7    | 1    |
| 2013 | 두산    | 우익수 | 0.259 | 70   | 112  | 19   | 29   | 5     | 1     | 0    | 36     | 10   | 2    | 0    | 27   | 4    | 18   | 4    | 1    |
| 2014 | LG      | 우익수 | 0.242 | 53   | 66   | 13   | 16   | 1     | 0     | 0    | 17     | 3    | 0    | 0    | 5    | 1    | 16   | 1    | 2    |
| 통산 | 12 시즌 | 외야수 |       |      |      |      |      |       |       |      |        |      |      |      |      |      |      |      |      |